# Waldorf (Minnesota)
Waldorf – miasto położone w południowo-wschodniej części stanu Minnesota, w hrabstwie Waseca ma powierzchnię 1,0 km².

Liczy 242 mieszkańców (dane z 2000 roku).